# Annemie Renz
Annemie Renz (* 28. Juli 1950 in Großköllnbach; † 2003) war eine deutsche Politikerin (Bündnis 90/Die Grünen). Von 1996 bis 2000 war sie Mitglied im baden-württembergischen Landtag.

## Leben und Beruf
Renz studierte Sozialpädagogik in Reutlingen und wurde 1983 Sozialarbeiterin beim Reutlinger Gesundheitsamt. 1993 erhielt sie einen Lehrauftrag an der Evangelischen Fachhochschule Reutlingen. Sie war Aufsichtsratsmitglied der Volkshochschule Reutlingen, der Musikschule und der Reutlinger Altenheimgesellschaft.
Renz hatte zwei Kinder.

## Politik
Renz trat 1983 den Grünen bei. Von 1984 bis 1989 war sie Mitglied des Kreistags des Landkreises Reutlingen und von 1989 bis 1997 Stadträtin in Reutlingen. Von 1996 bis 2001 war sie Abgeordnete im Landtag von Baden-Württemberg, in dem sie das Zweitmandat des Wahlkreises 60 Reutlingen vertrat. Sie gehörte dem Sozialausschuss an, war Strafvollzugsbeauftragte und arbeitete in der Enquete-Kommission „Jugend – Arbeit – Zukunft“ mit. 2001 trat sie aus Bündnis 90/Die Grünen aus.